# Associação de Pais e Amigos do Futsal de Blumenau
L'Associação de Pais e Amigos do Futsal de Blumenau, nota semplicemente come Blumenau Futsal, è una squadra brasiliana di calcio a 5 con sede a Blumenau.

## Storia
La società fu fondata nel 2017 per colmare il vuoto lasciato dalla scomparsa dell'Associação Desportiva Hering, principale squadra di Blumenau, che al termine della stagione 2015 annunciò lo scioglimento della prima squadra e, quattro anni più tardi, anche del settore giovanile.